# Proterosuchidae
Chasmatosauridae, Garjainiidae, Vjushkoviidae
Famille
Les Proterosuchidae sont une famille fossile d'archosauriformes basaux.

## Classification
La famille des Proterosuchidae est décrite en 1906 par le paléontologue sud-africain Robert Broom (1866-1951),.
The Taxonomicon en 2023 attribue cette description en 1908 au paléontologue allemand Friedrich von Huene (1875-1969).

### Fossiles
Selon Paleobiology Database en 2023, les collections de fossiles référencées sont au nombre de vingt-sept pour 31 occurrences.
Les fossiles sont connus du Permien supérieur au Trias moyen, soit de 259 à 242 Ma avant notre ère, de Russie, d'Asie (Inde, Chine), d'Afrique du Sud, d'Australie et du Canada.

### Étymologie
Le nom vient du grec πρότερο- (« premier ») et σοῦχος (« crocodile »).

### Synonymes
Selon Paleobiology Database en 2023, les synonymes référencés sont au nombre de trois :
- Chasmatosauridae Haughton, 1924,
- Garjainiidae Ochev (d), 1958,
- Vjushkoviidae Huene, 1960[2]

## Description

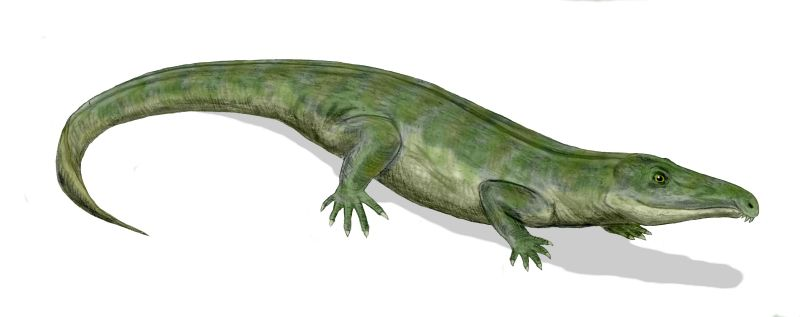
Proterosuchus fergusi du Trias inférieur d'Afrique du Sud.

Il s'agissait d'animaux sveltes, de taille moyenne (environ 1,5 m de long, les plus grands spécimens atteignaient 3,5-4 m  ), à long museau et ressemblant superficiellement à des crocodiles, bien qu'ils n'aient pas les  scutelles cuirassées des vrais crocodiles et que leurs caractéristiques squelettiques soient beaucoup plus primitives. Les membres sont courts et indiquent une posture étalée, comme les lézards contemporains mais contrairement à la plupart des archosaures ultérieurs.
Leur trait le plus caractéristique est une nette inclinaison vers le bas du prémaxillaire (l'avant de la mâchoire supérieure, qui surplombe la mâchoire inférieure).

## Histoire évolutive
L'extinction permienne, qui a tué 95 % de toutes les formes de vie, a retiré le monde de tous les grands thérapsides et a permis aux protérosuchidés de devenir les principaux prédateurs. En l’espace de cinq millions d’années, les protérosuchidés ont évolué pour occuper une grande variété de niches terrestres et semi-aquatiques . Les protérosuchidés représentent peut-être le premier rayonnement adaptatif des archosaures. Ils ont donné naissance aux Erythrosuchidae au début du Trias.

## Liste des genres
| Genre            | Statut | Époque géologique                | Emplacement             | Description | Images |
| ---------------- | ------ | -------------------------------- | ----------------------- | ----------- | ------ |
| Ankistrodon      | Valide | Trias inférieur                  | Inde                    |             |        |
| Archosaurus      | Valide | Permien supérieur, Changhsingien | Russie et Pologne       |             |        |
| Blomosuchus      | Valide | Trias inférieur, Indusien        | Russie                  |             |        |
| ? Chasmatosuchus | Valide | Trias inférieur                  | Russie                  |             |        |
| Proterosuchus    | Valide | Trias inférieur                  | Afrique du Sud et Chine |             |        |
| ? Vonhuenia      | Valide | Trias inférieur, Indusien        | Russie                  |             |        |

### Publication originale
- [1906] (en) Robert Broom, « On the Permian and Triassic Faunas of South Africa », Geological Magazine, vol. 3, no 1,‎ janvier 1906, p. 29–30 (ISSN 1469-5081, DOI 10.1017/S001675680012271X, Bibcode 1906GeoM....3...29B, S2CID 129265956, lire en ligne).